# Twórcy Łodzi Przemysłowej
Twórcy Łodzi Przemysłowej – pomnik łódzkich fabrykantów, twórców „Łodzi Przemysłowej”, znajdujący się przy ul. Piotrkowskiej 30/32, postawiony we wrześniu 2002 roku.
Przy stole w stylu lat dwudziestych zasiadają trzej łódzcy fabrykanci nazywani królami polskiej bawełny – Izrael Poznański, Karol Scheibler i Henryk Grohman. Pomnik jest częścią Galerii Wielkich Łodzian, zespołu pomników ustawionych przy ulicy Piotrkowskiej, tworzonej przez Marcela Szytenchelma.
Początkowo Fabrykanci „stanęli” tylko na 5 godzin. Po załatwieniu wszystkich formalności, pod koniec października 2002 roku, pomnik ponownie został zainstalowany przed sklepem „Magda”.